# Lorenzo Alocén
Lorenzo Alocén, né le 4 novembre 1937, à Saragosse, en Espagne et mort le 18 janvier 2022 à Barcelone,, est un ancien joueur espagnol de basket-ball. Il évolue durant sa carrière au poste d'ailier.

## Palmarès
- Coupe du Roi 1968